# Урумширма
Урумширма (тат. Ырымширмә) — деревня в Тюлячинском районе Республики Татарстан, в составе Старозюринского сельского поселения.

## Географическое положение
Деревня находится на реке Малая Мёша, в 4 км к востоку от районного центра, села Тюлячи.

## История
Основание деревни относят к XVIII веку.
В сословном плане, в XVIII веке и вплоть до 1860-х годов, жители деревни причислялись к государственным крестьянам.
По данным переписей, население деревни увеличивалось с 60 душ мужского пола в 1782 году до 855 человек в 1897 году. В последующие годы численность населения деревни постепенно уменьшалась и в 2010 году составила 201 человек.
По сведениям из первоисточников, в начале XX столетия в деревне действовала мечеть (с 1887 года).
Административно, до 1920 года деревня относилась к Мамадышскому уезду Казанской губернии, с 1920 года — к Мамадышскому кантону, с 1935 года (с перерывами) — к Тюлячинскому району Татарстана.

## Экономика и инфраструктура
Жители деревни занимаются полеводством. В XVIII—XIX столетиях основными занятиями жителей деревни являлись земледелие, разведение скота, портняжно-шапочный и валяльно-войлочный промыслы.
В деревне функционируют начальная школа, библиотека.